# Dusona prytanes
Dusona prytanes là một loài tò vò trong họ Ichneumonidae.